# Rimandocepheus longisetosus
Rimandocepheus longisetosus är en kvalsterart som beskrevs av Corpuz-Raros 1998. Rimandocepheus longisetosus ingår i släktet Rimandocepheus och familjen Otocepheidae. Inga underarter finns listade i Catalogue of Life.